# Zhonghe (köpinghuvudort i Kina, Hainan Sheng, lat 19,74, long 109,34)
Zhonghe är en köpinghuvudort i Kina. Den ligger i provinsen Hainan, i den södra delen av landet, omkring 110 kilometer väster om provinshuvudstaden Haikou. Antalet invånare är 31 646. Befolkningen består av 14 625 kvinnor och 17 021 män. Barn under 15 år utgör 23,0 %, vuxna 15-64 år 67 %, och äldre över 65 år 8,0 %.
Runt Zhonghe är det ganska tätbefolkat, med 239 invånare per kvadratkilometer. Närmaste större samhälle är Xinzhou, 4,7 km sydväst om Zhonghe. Trakten runt Zhonghe består till största delen av jordbruksmark.
Genomsnittlig årsnederbörd är 2 285 millimeter. Den regnigaste månaden är juli, med i genomsnitt 445 mm nederbörd, och den torraste är februari, med 19 mm nederbörd.